# 大罷免
大罷免（だいひめん）または大罷免潮は、2025年（民国114年）に中華民国（台湾）で発生した政治運動。民選公務員（立法委員・県市長・地方議会議員）に対する大規模な罷免（リコール）の実現を主な目的とする。
2024年（民国113年）の立法委員選挙で選出された第11期立法院において、野党の中国国民党（国民党）と台湾民衆党（民衆党）が提出した数々の法案は国民の間で論争を呼び、市民団体や与党の民主進歩党（民進党）による抗議運動が相次いだ。野党主導の法案が可決されると、これに反対する市民団体らは、野党の立法委員に対する罷免の署名運動を開始した。この状況を受け、野党側も与党の立法委員に対する罷免運動を開始した。前回の立法委員選挙において、民衆党が議席を獲得したのは全国不分区及び僑居国外国民選挙区（比例代表）のみであり、公職人員選舉罷免法の規定により罷免の対象とされないため、罷免運動の対象は国民党・民進党の立法委員に限定された。
第二段階の署名運動は、国民党派立法委員への罷免案は37案中6案が失敗となっているのに対し、民進党立法委員へは22案全てが失敗し、国民党にとって打撃となった。一方、第三段階まで進んだ国民党の立法委員への罷免投票も、7月26日に行われた最初の投票の結果、24の立法委員の罷免案は「不同意罷免（リコール不成立）」に終わった。

## 背景

### 中華民国の罷免制度
中華民国憲法では「人民は、選挙・罷免・創制・複決の権利を有する」（第17条）、「被選挙人は、原選挙区において法により罷免することができる」（第133条）とされている。
公職人員選挙罷免法では、第一段階（選挙区の有権者数の2%の発議）、第二段階（選挙区の有権者数の13%の署名）、第三段階（選挙区の有権者数の50%の罷免賛成票、反対票を上回る賛成票）の段階を経ることが必要であると規定されていた。しかし、台湾の選挙区の有権者数は概ね20万人 - 40万人であり、第二段階の13%（3万人 - 5万人）の署名や、特に第三段階の50%（10万 - 20万人）のハードルの高さにより、かつては罷免運動が成功することは稀であった。
台湾の立法委員選挙の投票率は65% - 75%、多くの当選者の得票率は40% - 60%、つまり当選時の票数でさえ有権者数の25 - 45％である。該当選挙区のみで行われる罷免投票は全国的な総選挙よりも投票率が下がる傾向が高いため、50%の規定は高すぎると指摘されていた。
2016年11月29日、立法院は選挙罷免法を改正し、「罷免活動の宣伝禁止」という規定の廃止、必要署名数・得票数の引き下げを実施した。これにより、必要な有権者数がそれぞれ、第一段階の発議は1%、第二段階の署名は10%、第三段階の賛成票は25%に引き下げられた。
2020年、高雄市長である韓国瑜に対する罷免投票が実施され、42.14%の投票率、97.40％の賛成率により、有権者数の41.04%から賛成を得て罷免され、初めて直轄市・県市長が罷免されることとなった。
2021年には台中市第二選挙区選出の立法委員である陳柏惟に対する罷免投票が実施され、51.72%の投票率、51.48%の賛成率により、有権者数の26.63%から賛成を得て罷免され、初めて立法委員が罷免されることとなった。
2024年10月、自身に対する罷免案が第三段階（住民投票）を迎えていた基隆市長の謝国樑は「もしこの罷免案が成立すれば、台湾は『大罷免の波』を迎えるだろう」と主張した。最終的に、50.44%の投票率、44.84%の賛成率により、有権者数の22.62%の賛成に留まったため罷免は不成立となった。

## 立法院に関する論争
2024年1月13日の選挙で選出され2月1日に就任した第11期立法院は、国民党が52議席（国民党と院内会派を組む無所属が2議席）、民進党が51議席、民衆党が8議席を獲得した。野党勢力が過半数を占めたため、民進党の蔡英文政権の3か月間のみ、及びその後を継いだ頼清徳政権は少数与党となった。
第1会期中、国民党と民衆党は立法院の権限拡大に関する一連の法案（立法院職権行使法の改正案）を提出し、関連する手続きや条文内容を巡る論争が一部の国民の間で起こった。5月17日には立法院庁舎の前で青鳥運動と呼ばれる抗議運動が行われた。この時、一部の参加者らがThreadsを用いて立法委員の構成を変えるための議論を行い、次第に罷免運動団体が結成されていった。
第2会期中、国民党と民衆党は憲法訴訟法・公職人員選舉罷免法・財政収支区分法・警察人員人事条例の改正法案や2025年度総予算案の削減を提議し、物議を醸した。これに反対する市民団体と民進党は、法案可決を阻止するため抗議活動（冬季青鳥在台北）を起こしたものの、最終的に全て可決された。活動の参加者らは「野党は議事規則に違反する行動を会議で繰り返し、強引に法案を通した」と主張し、「議論無くして民主主義は無い」と連呼した。
2025年1月、民進党立法院党団の総召集人である柯建銘は「国民党・民衆党は憲法に違反して国を破壊している。立法院長・副院長の再選挙を行い、国民党所属立法委員41人を罷免すべき」と公言した。国民党は対抗措置として泛緑派の立法委員や地方議員への罷免運動を開始した。さらに民衆党も「掃除緑衛兵」と称するキャンペーンを開始し、罷免運動は全国各地に拡大していった。

## 経過

### 準備段階
公職人員選挙罷免法（第75条の規定により、就任後1年以内の立法委員に対する罷免案を提出することはできないため、罷免案の提出は2025年2月1日から開始された。
2024年7月から10月にかけて、既に国内各地の市民団体の間で「国民党の立法委員を罷免する」というアイデアは挙がっていたが、当初はそれほど有力な手段として見られていなかった。罷免が再度提起されるきっかけとなったのは「冬季青鳥在台北」運動以降であり、ここから徐々に賛同者が増加していった。このころ、2020年に韓国瑜（高雄市長）に対する罷免運動に参加していた団体「民主補破網」は、各地の罷免団体に対して技術的な支援を行っていた。
2025年1月3日、立法院長の韓国瑜が法案の第三読会を強引に通過させたことは憲法違反であるとして、民進党党団は韓国瑜の罷免・立法院長の再選挙を要求した。しかし、この提案は手続き上の問題により受理されなかった。
1月4日、柯建銘は記者会見を開き、韓国瑜・江啓臣（立法院副院長）および41人の国民党所属立法委員の罷免を主張した。同日、民進党中央党部は罷免運動について「それらは全て国民が自主的に行っているものであり、党内では罷免について具体的な議論はなされていない」と説明した。民進党内でも罷免運動への賛成・反対で意見が割れた。1月7日、民進党党団は立法院長の再選挙を再び要求したが、これも失敗に終わった。
1月7日、国民党党団は会議を開き、報復措置として民進党所属立法委員38人に対する罷免運動の実施を決定した。
1月17日、民進党新竹市党部は、汚職の容疑で職務停止中の高虹安市長および、新竹市選出の国民党所属立法委員である鄭正鈐に対する罷免運動の実施を決議した。
1月22日、聯華電子の創業者である曹興誠は、国内各地で罷免運動を推進している複数団体を糾合して反共護台志工聯盟を結成し、民進党への参加を国民に呼び掛けた。反共護台志工聯盟は、春節期間中に署名を集め、連休明けに提出すると述べた。

### 第一段階（発議）
2025年2月1日、第11期立法委員の就任から1年が経過し、彼らに対する罷免案を中央選挙委員会に提出できるようになった。2月20日に改正施行される予定の公職人員選舉罷免法では、不正な署名が含まれるのを防ぐため、署名に身分証明書のコピーを添付することを義務付けるようになっている。このため、多くの罷免団体は、これが施行されるよりも前に罷免案を提出して旧法を適用させたいと考えた。
2月20日までに、中央選挙委員会は合計61の罷免案を受理しており、その内52案が立法委員、1案が県市長、8案が県市議会議員に対するものとなっている。

#### 泛藍陣営に対する罷免
2月3日は春節明け後の最初の開庁日である。この日、中央選挙管理委員会に対し20の罷免案（国民党所属立法委員への19案および高虹安への1案）が提出された。その1週間後にはさらに15案が提出された。
2月7日、民進党新北市党部の主任委員で立法委員の蘇巧慧は、泛緑派の市議会議員6人らと共に記者会見を開き、「国民党が政治に混乱を起こすのみならず、党組織を利用して大規模な罷免運動を企んでいることに不満を持ったため、民進党新北市党部は市民団体による市民団体に協力する」と発表した。
2月20日、新たな公職人員選舉罷免法が施行された。福建省金門県選出の立法委員である陳玉珍（国民党所属）の罷免運動を推進していた市民団体は、新法の施行前に署名が集まる見込みがないとして、2月19日に罷免の撤回を発表した。

#### 泛緑陣営に対する罷免
2月1日、国民党は民進党所属の立法委員2人（呉思瑶・呉沛憶）の罷免を求める署名活動を開始した。その後、立法委員7人と地方議員2人への罷免案を相次いで提出した。民進党の支持率が高い地域である台南市からも、2案（王定宇・林俊憲）が提出された。
2月8日、「備補領銜人（予備指導者）として登録されている張延廷は台北市にまだ4か月しか居住しておらず、備補領銜人になる条件を満たしていない」として、呉沛憶への罷免案は中央選挙委員会によって却下された。しかし、罷免団体側は2グループに分かれてそれぞれが個別に罷免案を提出しており、もう1つの罷免案は受理された。
国民党基隆市党部主任委員の呉国勝は、国民党所属立法委員の林沛祥に対する罷免運動に対抗するため「基隆反悪罷行動総部」を設立し、林沛祥への罷免案が提出された場合、報復として民進党所属の市議会議員への罷免運動を展開すると表明した。林沛祥への罷免案が2月18日に提出されたため、国民党側も市議会議員2人（張之豪・鄭文婷）への罷免案を提出した。国民党桃園市党部主任委員の黄敏恭は、以前より論争の的となっていた市議会議員への罷免運動を行うと述べた。
2月19日には、立法委員1人（陳俊宇）、苗栗県議会議員3人（徐筱菁・曾玟学・陳春暖）、新北市議会議員1人（陳乃瑜）への罷免案が提出された。

### 第二段階（署名）
4月28日現在、泛藍派に対する35案および泛緑派に対する23案が提出され、第二段階に突入している。

#### 泛藍陣営に対する罷免
3月2日、曹興誠は罷免案を提出した32の市民団体に対し、国民党立法委員の罷免に向けた署名運動を開始するよう呼び掛けた。3月、民進党は「人民是頭家」と題したキャンペーンを実施し、罷免運動が激化している地域にて応援演説や戸別訪問で署名を呼び掛けた。
3月19日、民進党秘書長の林右昌は記者会見を開き、民進党の各地方党部が罷免署名書の受け入れを開始すること、民進党が党組織全体を挙げて正式に罷免運動に参加すること、各市民団体を支援することを発表した。
花蓮県議会議長の張峻（無所属）は、花蓮県選出の立法委員である傅崐萁の罷免を支持し、地元の新聞に公告を掲載した。
華僑の一部は立法院の混乱に不満を持ち、世界各地で罷免運動を開始したが、中には中国共産党支持者の妨害を受けたものもあった。
4月19日、八炯や閩南狼PYCなどの民進党支持者らが台北市の凱達格蘭大道で「拒絶統戦、守護台湾」と題した集会を開催し、国民党の不適任な立法委員らを罷免するよう呼び掛けた。

#### 泛緑陣営に対する罷免
罷免運動の主力として活動している国民党青年団は、罷免提議が承認されると、第二段階の署名運動をすぐに展開した。民進党に対抗し、国民党と民衆党も各地で応援演説を展開した
4月17日、国民党と民衆党は凱達格蘭大道で「反緑共、戦独裁」と題した集会を開催し、朱立倫（国民党主席）・黄国昌（民衆党主席）・蔣万安（台北市長）・馬英九（元総統）などが参加した。同集会において、朱立倫は泛緑立法委員および頼清徳総統の罷免を強く主張した。

## 署名
罷免案の第一段階、発議に必要な有権者数の1%の署名は多くの選挙区で概ね2,000人 - 4,000人である。
泛藍の立法委員37人に対する第一段階の署名は、全て一度目の審査で通過した。一方で、民進党の立法委員22人に対する第一段階の署名は、全て一度目の審査で不通過（不適合署名などにより署名数不足）とされ、国民党が主導するずさんな署名、士気の低さが露呈していると示唆された。
平地原住民選挙区、山地原住民選挙区で議席を獲得した陳瑩、伍麗華への罷免案は、国民党が最も強いとされる選挙区であることに加えて中選挙区であるため、国民党主席の朱立倫が「最も罷免が容易である」と発言するほどであった。しかし、署名期間内に第二段階の署名は提出されず、罷免案は不成立となった。
民進党の立法委員であり、民進党会派の幹事長を務めている台北市第一選挙区選出の呉思瑶への罷免案は、国民党が最も重要視しているとされた。しかし、第一段階の署名に多くの「死亡署名」が確認され、罷免案の代表者である張克晋は検察の取り調べを受けた。取り調べの中で、検察から張克晋の既に亡くなっている実母の署名を見せられ、代表者の知らない所で国民党により偽造が行われていたと判断した張克晋は罷免活動からの離脱を表明した。
公職人員選挙罷免法によると、第二段階の署名を提出できるのは第一段階で代表者となった張克晋のみであり、代表者の交代にはさらに追加で署名を集めなければならないと規定されていた。呉思瑶への罷免案を支援する国民党は追加の署名を集めたが、これも多くの不適合署名により不通過とされ、代表者の交代にも失敗した。結果、署名期間内に張克晋は署名の提出を拒否し、罷免案は不成立となった。
その他にも、台北市第五選挙区選出の民進党の立法委員である呉沛憶の罷免案も、国民党が強いとされる万華区・中正区を範囲とすることから国民党が最も重要視する罷免案の一つとされていた。しかし、第二段階の署名は必要数集まらず、罷免案は不成立となった。これにより、国民党が「双呉」と呼び最も重要視していた民進党の台北市選出の立法委員の罷免案はどちらも失敗となり、事前の予想を覆す大きな衝撃となった。
国民党の立法委員に対する31の罷免案が通過したことに対して、民進党の立法委員に対する罷免案が1つも通過する見通しが立っていないことから、罷免投票が31：0という衝撃的な数字になる可能性があると多くのメディアに報道されることとなった。
台湾民意基金会の理事長は、「国民党主導の罷免の失敗は近年の怠慢、士気の低下、そして期待外れのパフォーマンスを浮き彫りにしている」と述べた。

## 罷免対象

### 統計
2025年2月1日から5月2日にかけて、全国で合計77の罷免案が発議され、
- 泛藍派（国民党・民衆党寄り）の人物に対して38の罷免案が発議され、うち31案が投票まで進んだが、7月26日に25案が否決された。8月23日に6案の投票が予定されている。
- 泛緑派（民進党寄り）の人物に対して39の罷免案が発議され、うち1案が投票まで進んだが、否決された。

罷免案の内訳は以下の通り。
立法委員
| 所属政党                   | 選挙区の種類 | 発議 （第一段階） | 署名 （第二段階） | 投票 （第三段階） | 罷免成立 |
| -------------------------- | ------------ | ----------------- | ----------------- | ----------------- | -------- |
| 中国国民党                 | 区域         | 36                | 34                | 31                |          |
| 無所属 · （元 中国国民党） | 区域         | 1[注 2]           | 1                 | 0                 | 0        |
| 民主進歩党                 | 区域         | 20                | 13                | 0                 | 0        |
| 民主進歩党                 | 原住民       | 2                 | 2                 | 0                 | 0        |
| 合計                       | 合計         | 59                | 50                | 31                |          |
県市長
| 所属政党                 | 種類     | 発議 （第一段階） | 署名 （第二段階） | 投票 （第三段階） | 罷免成立 |
| ------------------------ | -------- | ----------------- | ----------------- | ----------------- | -------- |
| 無所属 （元 台湾民衆党） | 新竹市長 | 1[注 1]           | 1                 | 1                 | 0        |
| 合計                     | 合計     | 1                 | 1                 | 1                 | 0        |
地方議会議員
| 所属政党               | 種類           | 発議 （第一段階） | 署名 （第二段階） | 投票 （第三段階） | 罷免成立 |
| ---------------------- | -------------- | ----------------- | ----------------- | ----------------- | -------- |
| 民主進歩党             | 台北市議会議員 | 1                 | 0                 | 0                 | 0        |
| 民主進歩党             | 新北市議会議員 | 1                 | 0                 | 0                 | 0        |
| 民主進歩党             | 桃園市議会議員 | 6                 | 0                 | 0                 | 0        |
| 民主進歩党             | 基隆市議会議員 | 4                 | 2                 | 0                 | 0        |
| 民主進歩党             | 南投県議会議員 | 2                 | 2                 | 1                 | 0        |
| 民主進歩党             | 苗栗県議会議員 | 2                 | 0                 | 0                 | 0        |
| 無所属 （元 時代力量） | 苗栗県議会議員 | 1                 | 0                 | 0                 | 0        |
| 合計                   | 合計           | 17                | 4                 | 1                 | 0        |

### 立法委員

#### 国民党党団
| 選挙区   | 選挙区 | 対象   | 第一段階（発議）                                              | 第二段階（署名） | 罷免団体                                                     | 罷免団体                               | 罷免団体                                              |
| 選挙区   | 選挙区 | 対象   | 第一段階（発議）                                              | 第二段階（署名） | 名称                                                         | 結盟                                   | 主導団体                                              |
| -------- | ------ | ------ | ------------------------------------------------------------- | --- | ------------------------------------------------------------ | -------------------------------------- | ----------------------------------------------------- |
| 基隆市   | 基隆市 | 林沛祥 | - 必要発議数：3,040 - 2/18 提出（旧法を適用） - 3/13 審査通過 | - 必要署名数：30,394 - 署名期間：3/25 - 5/23 - 署名数：37,533部（123%） - 5/23 提出（37,533部） - 6/20 罷免案成立 - 7/26 投票否決                                                            | 基隆絶沛                                                     | —                                      | 反共護台 · 志工聯盟 · + · 民主補破網 · + · 民主進歩党 |
| 台 北 市 | 3区    | 王鴻薇 | - 必要発議数：2,774 - 2/3 提出（旧法を適用） - 2/26 審査通過  | - 必要署名数：27,733 - 署名期間：3/13 - 5/11 - 署名数：47,554部（171%） - 5/8 提出（45,818部） - 6/20 罷免案成立 - 7/26 投票否決                                                             | 山除薇害                                                     | 双北大罷                               | 反共護台 · 志工聯盟 · + · 民主補破網 · + · 民主進歩党 |
| 台 北 市 | 4区    | 李彦秀 | - 必要発議数：3,181 - 2/3 提出（旧法を適用） - 2/26 審査通過  | - 必要署名数：31,809 - 署名期間：3/13 - 5/11 - 署名数：45,183部（142%） - 5/6 提出（45,183部） - 6/20 罷免案成立 - 7/26 投票否決                                                             | 港湖除銹                                                     | 双北大罷                               | 反共護台 · 志工聯盟 · + · 民主補破網 · + · 民主進歩党 |
| 台 北 市 | 6区    | 羅智強 | - 必要発議数：2,332 - 2/10 提出（旧法を適用） - 3/5 審査通過  | - 必要署名数：23,313 - 署名期間：3/13 - 5/11 - 署名数：36,398部（156%） - 5/7 提出（36,398部） - 6/20 罷免案成立 - 7/26 投票否決                                                             | 大安強強滾                                                   | 双北大罷                               | 反共護台 · 志工聯盟 · + · 民主補破網 · + · 民主進歩党 |
| 台 北 市 | 7区    | 徐巧芯 | - 必要発議数：2,349 - 2/10 提出（旧法を適用） - 3/5 審査通過  | - 必要署名数：23,482 - 署名期間：3/135/11 - 署名数：41,867部（178%） - 5/8 提出（41,201部） - 6/20 罷免案成立 - 7/26 投票否決                                                                | 剷除黒芯                                                     | 双北大罷                               | 反共護台 · 志工聯盟 · + · 民主補破網 · + · 民主進歩党 |
| 台 北 市 | 8区    | 頼士葆 | - 必要発議数：2,484 - 2/10 提出（旧法を適用） - 3/5 審査通過  | - 必要署名数：24,832 - 署名期間：3/13 - 5/11 - 署名数：34,040部（137%） - 5/8 提出（34,040部） - 6/20 罷免案成立 - 7/26 投票否決                                                             | 文山退葆                                                     | 双北大罷                               | 反共護台 · 志工聯盟 · + · 民主補破網 · + · 民主進歩党 |
| 新 北 市 | 1区    | 洪孟楷 | - 必要発議数：3,805 - 2/10 提出（旧法を適用） - 3/5 審査通過  | - 必要署名数：38,046 - 署名期間：3/14 - 5/12 - 署名数：54,888部（144%） - 5/8 提出（54,888部） - 6/20 罷免案成立 - 7/26 投票否決                                                             | 刻不容楷                                                     | 双北大罷                               | 反共護台 · 志工聯盟 · + · 民主補破網 · + · 民主進歩党 |
| 新 北 市 | 7区    | 葉元之 | - 必要発議数：2,332 - 2/3 提出（旧法を適用） - 2/26 審査通過  | - 必要署名数：23,313 - 署名期間：3/8 - 5/6 - 署名数：36,000部（154%） - 5/5 提出（32,236部） - 6/20 罷免案成立 - 7/26 投票否決                                                               | 板橋大刪元                                                   | 双北大罷                               | 反共護台 · 志工聯盟 · + · 民主補破網 · + · 民主進歩党 |
| 新 北 市 | 8区    | 張智倫 | - 必要発議数：2,877 - 2/10 提出（旧法を適用） - 3/5 審査通過  | - 必要署名数：28,766 - 署名期間：3/15 - 5/13 - 署名数：36,140部（125%） - 5/12 提出（36,140部） - 6/20 罷免案成立 - 7/26 投票否決                                                            | 倫刪立舒                                                     | 双北大罷                               | 反共護台 · 志工聯盟 · + · 民主補破網 · + · 民主進歩党 |
| 新 北 市 | 9区    | 林徳福 | - 必要発議数：2,383 - 2/10 提出（旧法を適用） - 3/5 審査通過  | - 必要署名数：23,830 - 署名期間：3/15 - 5/13 - 署名数：29,474部（122%） - 5/12 提出（29,474部） - 6/20 罷免案成立 - 7/26 投票否決                                                            | 無献清林                                                     | 双北大罷                               | 反共護台 · 志工聯盟 · + · 民主補破網 · + · 民主進歩党 |
| 新 北 市 | 11区   | 羅明才 | - 必要発議数：2,967 - 2/10 提出（旧法を適用） - 3/5 審査通過  | - 必要署名数：29,664 - 署名期間：3/13 - 5/11 - 署名数：34,076部（114%） - 5/9 提出（34,076部） - 6/18 審査不通過、追加署名請求 - 6/25 追加署名提出（2,040部） - 7/18 罷免案成立 - 8/23 投票  | 抜羅波                                                       | 双北大罷                               | 反共護台 · 志工聯盟 · + · 民主補破網 · + · 民主進歩党 |
| 新 北 市 | 12区   | 廖先翔 | - 必要発議数：2,652 - 2/10 提出（旧法を適用） - 3/5 審査通過  | - 必要署名数：26,512 - 署名期間：3/14 - 5/12 - 署名数：36,744部（138%） - 5/8 提出（36,744部） - 6/20 罷免案成立 - 7/26 投票否決                                                             | 斉心断翔                                                     | 双北大罷                               | 反共護台 · 志工聯盟 · + · 民主補破網 · + · 民主進歩党 |
| 桃 園 市 | 1区    | 牛煦庭 | - 必要発議数：3,396 - 2/3 提出（旧法を適用） - 2/26 審査通過  | - 必要署名数：33,956 - 署名期間：3/7 - 5/5 - 署名数：48,788部（143%） - 5/5 提出（48,788部） - 6/20 罷免案成立 - 7/26 投票否決                                                               | 桃汰牛氓                                                     | 桃汰立委·罷免OUT （光復桃園 六区全罷） | 反共護台 · 志工聯盟 · + · 民主補破網 · + · 民主進歩党 |
| 桃 園 市 | 2区    | 涂権吉 | - 必要発議数：3,088 - 2/3 提出（旧法を適用） - 2/26 審査通過  | - 必要署名数：30,872 - 署名期間：3/6 - 5/4 - 署名数：41,337部（133%） - 5/1 提出（41,337部） - 6/20 罷免案成立 - 7/26 投票否決                                                               | 全力一擊                                                     | 桃汰立委·罷免OUT （光復桃園 六区全罷） | 反共護台 · 志工聯盟 · + · 民主補破網 · + · 民主進歩党 |
| 桃 園 市 | 3区    | 魯明哲 | - 必要発議数：3,013 - 2/3 提出（旧法を適用） - 2/26 審査通過  | - 必要署名数：30,122 - 署名期間：3/6 - 5/4 - 署名数：36,316部（120%） - 5/3 提出（36,316部） - 6/20 罷免案成立 - 7/26 投票否決                                                               | 壢抜魯蛋                                                     | 桃汰立委·罷免OUT （光復桃園 六区全罷） | 反共護台 · 志工聯盟 · + · 民主補破網 · + · 民主進歩党 |
| 桃 園 市 | 4区    | 万美玲 | - 必要発議数：3,024 - 2/3 提出（旧法を適用） - 2/26 審査通過  | - 必要署名数：30,233 - 署名期間：3/7 - 5/5 - 署名数：41,137部（136%） - 5/5 提出（41,137部） - 6/20 罷免案成立 - 7/26 投票否決                                                               | 万罷了没拉                                                   | 桃汰立委·罷免OUT （光復桃園 六区全罷） | 反共護台 · 志工聯盟 · + · 民主補破網 · + · 民主進歩党 |
| 桃 園 市 | 5区    | 呂玉玲 | - 必要発議数：2,807 - 2/3 提出（旧法を適用） - 2/26 審査通過  | - 必要署名数：28,064 - 署名期間：3/6 - 5/4 - 署名数：32,062部（114%） - 5/3 提出（32,062部） - 6/6 審査不通過、追加署名請求 - 6/9 追加署名提出（3,591部） - 6/20 罷免案成立 - 7/26 投票否決  | 罷呂清玲                                                     | 桃汰立委·罷免OUT （光復桃園 六区全罷） | 反共護台 · 志工聯盟 · + · 民主補破網 · + · 民主進歩党 |
| 桃 園 市 | 6区    | 邱若華 | - 必要発議数：2,823 - 2/3 提出（旧法を適用） - 2/26 審査通過  | - 必要署名数：28,222 - 署名期間：3/7 - 5/5 - 署名数：33,233部（117%） - 5/5 提出（33,233部） - 6/5 審査不通過、追加署名請求 - 6/10 追加署名提出（1,518部） - 6/20 罷免案成立 - 7/26 投票否決 | 桃六刪邱                                                     | 桃汰立委·罷免OUT （光復桃園 六区全罷） | 反共護台 · 志工聯盟 · + · 民主補破網 · + · 民主進歩党 |
| 新竹市   | 新竹市 | 鄭正鈐 | - 必要発議数：3,547 - 2/3 提出（旧法を適用） - 2/26 審査通過  | - 必要署名数：35,465 - 署名期間：3/6 - 5/4 - 署名数：53,197部（149%） - 5/4 提出（53,197部） - 6/20 罷免案成立 - 7/26 投票否決                                                               | 罷鈐反中                                                     | 新竹市双罷免行動                       | 反共護台 · 志工聯盟 · + · 民主補破網 · + · 民主進歩党 |
| 新 竹 県 | 1区    | 徐欣瑩 | - 必要発議数：2,153 - 2/10 提出（旧法を適用） - 3/5 審査通過  | - 必要署名数：21,527 - 署名期間：3/12 - 5/10 - 署名数：22,000部（102%） - 5/10 署名数不足も提出（19,521部） （不適合署名を提出しなかった） - 5/16 署名数不足により罷免案不成立               | 除旧汰欣                                                     | 新竹罷風吹 大新竹罷免                  | 反共護台 · 志工聯盟 · + · 民主補破網 · + · 民主進歩党 |
| 新 竹 県 | 2区    | 林思銘 | - 必要発議数：2,329 - 2/10 提出（旧法を適用） - 3/5 審査通過  | - 必要署名数：23,287 - 署名期間：3/12 - 5/10 - 署名数：26,414部（113%） - 5/8 提出（26,414部） - 6/18 審査不通過、追加署名請求 - 6/28 追加署名提出（3,396部） - 7/18 罷免案成立 - 8/23 投票  | 撕除悪銘 · + · 民主進歩党新竹県党部 · + · 時代力量新竹県党部 | 新竹罷風吹 大新竹罷免                  | 反共護台 · 志工聯盟 · + · 民主補破網 · + · 民主進歩党 |
| 苗 栗 県 | 1区    | 陳超明 | - 必要発議数：2,059 - 2/13 提出（適用舊制） - 3/10 審査通過   | - 必要署名数：20,586 - 署名期間：3/14 - 5/12 - 5/12 未提出により罷免案不成立 | 超無作為                                                     | 苗栗国罷免立委連線                     | 反共護台 · 志工聯盟 · + · 民主補破網 · + · 民主進歩党 |
| 苗 栗 県 | 2区    | 邱鎮軍 | - 必要発議数：2,319 - 2/13 提出（旧法を適用） - 3/10 審査通過 | - 必要署名数：23,187 - 署名期間：3/14 - 5/12 - 5/12 未提出により罷免案不成立 | 刪鎮出局                                                     | 苗栗国罷免立委連線                     | 反共護台 · 志工聯盟 · + · 民主補破網 · + · 民主進歩党 |
| 台 中 市 | 2区    | 顔寬恒 | - 必要発議数：3,028 - 2/3 提出（旧法を適用） - 2/26 審査通過  | - 必要署名数：30,278 - 署名期間：3/8 - 5/6 - 署名数：33,099部（109%） - 5/6 提出（33,099部） - 6/18 審査不通過、追加署名請求 - 6/27 追加署名提出（4,068部） - 7/18 罷免案成立 - 8/23 投票    | 中二解顔                                                     | 台中同花順 + 罷免慧成宮                | 反共護台 · 志工聯盟 · + · 民主補破網 · + · 民主進歩党 |
| 台 中 市 | 3区    | 楊瓊瓔 | - 必要発議数：2,603 - 2/10 提出（旧法を適用） - 3/5 審査通過  | - 必要署名数：26,026 - 署名期間：3/8 - 5/6 - 署名数：26,775部（102%） - 5/6 提出（26,775部） - 6/18 審査不通過、追加署名請求 - 6/29 追加署名提出（4,755部） - 7/18 罷免案成立 - 8/23 投票    | 中三拒瓔 + 時代力量中央党部 + 台澎国際法法理建国党           | 台中同花順 + 罷免慧成宮                | 反共護台 · 志工聯盟 · + · 民主補破網 · + · 民主進歩党 |
| 台 中 市 | 4区    | 廖偉翔 | - 必要発議数：3,293 - 2/3 提出（旧法を適用） - 2/26 審査通過  | - 必要署名数：32,921 - 署名期間：3/8 - 5/6 - 署名数：53,247部（161%） - 5/5 提出（46,250部） - 6/20 罷免案成立 - 7/26 投票否決                                                               | 展翅廃翔                                                     | 台中同花順 + 罷免慧成宮                | 反共護台 · 志工聯盟 · + · 民主補破網 · + · 民主進歩党 |
| 台 中 市 | 5区    | 黃健豪 | - 必要発議数：3,633 - 2/3 提出（旧法を適用） - 2/26 審査通過  | - 必要署名数：36,323 - 署名期間：3/8 - 5/6 - 署名数：54,451部（149%） - 5/5 提出（54,451部） - 6/20 罷免案成立 - 7/26 投票否決                                                               | 断健行動                                                     | 台中同花順 + 罷免慧成宮                | 反共護台 · 志工聯盟 · + · 民主補破網 · + · 民主進歩党 |
| 台 中 市 | 6区    | 羅廷瑋 | - 必要発議数：2,734 - 2/3 提出（旧法を適用） - 2/26 審査通過  | - 必要署名数：27,337 - 署名期間：3/8 - 5/6 - 署名数：46,276部（169%） - 5/5 提出（46,237部） - 6/20 罷免案成立 - 7/26 投票否決                                                               | 敲羅行動                                                     | 台中同花順 + 罷免慧成宮                | 反共護台 · 志工聯盟 · + · 民主補破網 · + · 民主進歩党 |
| 台 中 市 | 8区    | 江啓臣 | - 必要発議数：2,106 - 2/10 提出（旧法を適用） - 3/5 審査通過  | - 必要署名数：21,060 - 署名期間：3/7 - 5/5 - 署名数：22,777部（108%） - 5/5 提出（22,777部） - 6/18 審査不通過、追加署名請求 - 6/29 追加署名提出（3,955部） - 7/18 罷免案成立 - 8/23 投票    | 一罷擊臣                                                     | 台中同花順 + 罷免慧成宮                | 反共護台 · 志工聯盟 · + · 民主補破網 · + · 民主進歩党 |
| 彰 化 県 | 3区    | 謝衣鳳 | - 必要発議数：2,672 - 2/12 提出（旧法を適用） - 3/5 審査通過  | - 必要署名数：26,719 - 署名期間：3/15 - 5/13 - 5/13 未提出により罷免案不成立 | 罷免缺衣不可                                                 | —                                      | 反共護台 · 志工聯盟 · + · 民主補破網 · + · 民主進歩党 |
| 南 投 県 | 1区    | 馬文君 | - 必要発議数：1,863 - 2/3 提出（旧法を適用） - 2/26 審査通過  | - 必要署名数：18,622 - 署名期間：3/6 - 5/4 - 署名数：20,748部（111%） - 5/4 提出（20,748部） - 5/24 審査不通過、追加署名請求 - 6/3 追加署名提出（3,828部） - 7/2 罷免案成立 - 8/23 投票      | ALL罷馬                                                      | 游頭馬面 南投大双罷                    | 反共護台 · 志工聯盟 · + · 民主補破網 · + · 民主進歩党 |
| 南 投 県 | 2区    | 游顥   | - 必要発議数：1,984 - 2/3 提出（旧法を適用） - 2/26 審査通過  | - 必要署名数：19,833 - 署名期間：3/6 - 5/4 - 署名数：23,238部（117%） - 5/2 提出（23,238部） - 5/24 審査不通過、追加署名請求 - 6/4 追加署名提出（2,646部） - 7/2 罷免案成立 - 8/23 投票      | 去游除垢                                                     | 游頭馬面 南投大双罷                    | 反共護台 · 志工聯盟 · + · 民主補破網 · + · 民主進歩党 |
| 雲 林 県 | 1区    | 丁学忠 | - 必要発議数：2,751 - 2/3 提出（旧法を適用） - 2/26 審査通過  | - 必要署名数：27,501 - 署名期間：3/8 - 5/6 - 署名数：38,087部（138%） - 5/6 提出（38,087部） - 6/20 罷免案成立 - 7/26 投票否決                                                               | 雲林抜釘                                                     | —                                      | 反共護台 · 志工聯盟 · + · 民主補破網 · + · 民主進歩党 |
| 花蓮県   | 花蓮県 | 傅崐萁 | - 必要発議数：1,938 - 2/3 提出（旧法を適用） - 2/26 審査通過  | - 必要署名数：19,377 - 署名期間：3/6 - 5/4 - 署名数：32,777部（169%） - 5/2 提出（32,766部） - 6/20 罷免案成立 - 7/26 投票否決                                                               | 微光花蓮 抜傅行動                                            | —                                      | 反共護台 · 志工聯盟 · + · 民主補破網 · + · 民主進歩党 |
| 台東県   | 台東県 | 黃建賓 | - 必要発議数：1,154 - 2/3 提出（旧法を適用） - 2/26 審査通過  | - 必要署名数：11,534 - 署名期間：3/4 - 5/2 - 署名数：16,651部（144%） - 5/1 提出（16,651部） - 6/20 罷免案成立 - 7/26 投票否決                                                               | 挫賓行動                                                     | —                                      | 反共護台 · 志工聯盟 · + · 民主補破網 · + · 民主進歩党 |
| 金門県   | 金門県 | 陳玉珍 | - 必要発議数：1,247 - 未提出（新法を適用）                    | 必要署名数：12,467 | 珍重再見 + 珍礙金門                                          | —                                      | 反共護台 · 志工聯盟 · + · 民主補破網 · + · 民主進歩党 |
| 連江県   | 連江県 | 陳雪生 | - 必要発議数：117 - 未提出（新法を適用）                      | 必要署名数：1,164 | 馬祖剷雪大隊                                                 | —                                      | 反共護台 · 志工聯盟 · + · 民主補破網 · + · 民主進歩党 |

#### 民進党
| 選挙区     | 選挙区     | 対象   | 第一段階（発議） | 第二段階（署名） | 罷免団体          | 罷免団体                | 罷免団体                    |
| 選挙区     | 選挙区     | 対象   | 第一段階（発議） | 第二段階（署名） | 名称              | 結盟                    | 主導団体                    |
| ---------- | ---------- | ------ | --- | --- | ----------------- | ----------------------- | --------------------------- |
| 台 北 市   | 1区        | 呉思瑶 | - 必要発議数：2,672 - 2/8 提出（旧法を適用） - 2/26 審査不通過、追加署名請求 - 3/6 追加署名提出 - 3/29 審査通過                                                   | - 必要署名数：26,717 - 署名期間：4/9 - 6/7 - 署名数：27,290（102%） - 5/28 罷免代表者交代不通過 - 6/7 未提出により罷免案不成立 | 地動刪瑶          | 蟾蜍剋星 + 掃除緑衛兵   | 中国国民党 · + · 台湾民衆党 |
| 台 北 市   | 5区        | 呉沛憶 | - 必要発議数：2,340 - 2/5 提出A（旧法を適用） - 2/6 提出B（旧法を適用） - 2/7 審査A不受理 - 2/26 審査B不通過、追加署名請求 - 3/7 追加署名B提出 - 3/29 審査B通過   | - 必要署名数：23,392 - 署名機関：4/9 - 6/7 - 署名数：19,831（84%） - 6/7 提出、必要数に達さず罷免案不成立                      | 憶事呉成          | 蟾蜍剋星 + 掃除緑衛兵   | 中国国民党 · + · 台湾民衆党 |
| 台 北 市   | 2区        | 王世堅 | - 必要発議数：2,549 - 未提出（新法を適用） - 2/12 罷免停止を宣言                                                                                                  | 必要署名数：25,486 | 王牌殲滅者        | —                       | 中国国民党                  |
| 新 北 市   | 3区        | 李坤城 | - 必要発議数：2,658 - 2/7 提出（旧法を適用） - 2/26 審査不通過、追加署名請求 - 追加署名提出 - 審査通過                                                            | - 署名期間：4/25 - 6/23 - 6/23 未提出により罷免案不成立                                                                        | 同步罷李          | —                       | 中国国民党                  |
| 新 北 市   | 6区        | 張宏陸 | - 必要発議数：2,221 - 2/6 提出（旧法を適用） - 2/26 審査不通過、追加署名請求 - 追加署名提出 - 審査通過                                                            | - 署名期間：4/10 - 6/8 - 6/8 未提出により罷免案不成立                                                                          | 走投無陸          | 板橋小蜜蜂行動隊        | 中国国民党                  |
| 新 北 市   | 5区        | 蘇巧慧 | - 必要発議数：2,571 - 2/6 提出（旧法を適用） - 2/26 審査不通過、追加署名請求 - 追加署名提出 - 審査通過                                                            | - 署名期間：4/10 - 6/8 - 6/8 未提出により罷免案不成立                                                                          | 去怋除穢          | 新北大掃除              | 中国国民党                  |
| 新 北 市   | 10区       | 呉琪銘 | - 必要発議数：2,908 - 2/6 提出A（旧法を適用） - 2/10 提出B（旧法を適用） - 2/13 審査A不受理 - 3/10 審査B不通過、追加署名請求 - 3/14 追加署名B提出 - 4/2 審査B通過 | - 署名期間：4/10 - 6/8 - 6/8 未提出により罷免案不成立                                                                          | 死不銘目          | 新北大掃除              | 中国国民党                  |
| 宜蘭県     | 宜蘭県     | 陳俊宇 | - 必要発議数：3,653 - 2/19 提出（旧法を適用） - 3/13 審査不通過、追加署名請求 - 追加署名提出 - 4/14 審査通過                                                      | - 署名期間：4/26 - 6/24 - 6/24 未提出により罷免案不成立                                                                        | 満城封宇          | —                       | 中国国民党                  |
| 台 中 市   | 1区        | 蔡其昌 | - 必要発議数：2,235 - 2/6 提出（旧法を適用） - 2/26 審査不通過、追加署名請求 - 3/11 追加署名提出 - 3/29 審査通過                                                  | - 署名期間：4/8 - 6/6 - 6/6 未提出により罷免案不成立                                                                           | 抜蔡尚勇 罷昌止乱 | 罷何抜蔡                | 中国国民党                  |
| 台 中 市   | 7区        | 何欣純 | - 必要発議数：3,297 - 2/6 提出（旧法を適用） - 2/26 審査不通過、追加署名請求 - 3/12 追加署名提出 - 3/29 審査通過                                                  | - 署名期間：4/8 - 6/6 - 6/6 未提出により罷免案不成立                                                                           | 抜何行動 下架黒欣 | 罷何抜蔡                | 中国国民党                  |
| 雲 林 県   | 2区        | 劉建国 | - 必要発議数：2,820 - 未提出（新法を適用） | 必要署名数：28,199 | 罷免劉建国        | —                       | 中国国民党                  |
| 嘉義市     | 嘉義市     | 王美恵 | - 必要発議数：2,159 - 2/13 提出（旧法を適用） - 3/10 審査不通過、追加署名請求 - 3/22 未提出、罷免案不成立                                                         | 必要署名数：21,588 | 愛嘉聯盟          | —                       | 中国国民党                  |
| 嘉 義 県   | 2区        | 陳冠廷 | - 必要発議数：2,204 - 2/6 適用（旧法を適用） - 2/26 審査不通過、追加署名請求 - 3/8 未提出、罷免案不成立                                                           | 必要署名数：22,031 | 罷免陳冠廷        | —                       | 中国国民党                  |
| 台 南 市   | 5区        | 林俊憲 | - 必要発議数：2,657 - 2/7 提出（旧法を適用） - 2/26 審査不通過、追加署名請求 - 3/13 追加署名提出 - 4/2 審査通過                                                   | - 署名期間：4/12 - 6/10 - 6/10 未提出により罷免案不成立                                                                        | 罷免林俊憲        | —                       | 中国国民党                  |
| 台 南 市   | 6区        | 王定宇 | - 必要発議数：2,604 - 2/7 提出（旧法を適用） - 2/26 審査不通過、追加署名請求 - 3/13 追加署名提出 - 4/2 審査通過                                                   | - 署名期間：4/12 - 6/10 - 6/10 未提出により罷免案不成立                                                                        | 退租罷王          | —                       | 中国国民党                  |
| 高 雄 市   | 2区        | 邱志偉 | - 必要発議数：2,604 - 未提出（新法を適用） | 必要署名数：26,341 | 拒絶偉褻民主      | —                       | 中国国民党                  |
| 高 雄 市   | 3区        | 李柏毅 | - 必要発議数：3,145 - 未提出（新法を適用） | 必要署名数：31,446 | 拒絶夜店柏        | —                       | 中国国民党                  |
| 高 雄 市   | 6区        | 黄捷   | - 必要発議数：3,137 - 2/13 提出（旧法を適用） - 3/10 審査不通過、追加署名請求 - 3/17 追加署名提出 - 4/11 審査通過                                                 | - 署名期間：4/16 - 6/14 - 6/14 未提出により罷免案不成立                                                                        | 罷免黄捷          | 高雄双罷劫 + 掃除緑衛兵 | 中国国民党                  |
| 高 雄 市   | 7区        | 許智傑 | - 必要発議数：2,936 - 2/13 提出（旧法を適用） - 3/10 審査不通過、追加署名請求 - 3/17 追加署名提出 - 4/11 審査通過                                                 | - 署名期間：4/16 - 6/14 - 6/14 未提出により罷免案不成立                                                                        | 罷免許智傑        | 高雄双罷劫 + 掃除緑衛兵 | 中国国民党                  |
| 屏 東 県   | 1区        | 鍾佳浜 | - 必要発議数：3,200 - 未提出（新法を適用） | 必要署名数：31,995 | 罷免鍾佳浜        | 掃除緑衛兵              | 中国国民党                  |
| 平地原住民 | 平地原住民 | 陳瑩   | - 必要発議数：2,101 - 2/6 提出（旧法を適用） - 2/26 審査不通過、追加署名請求 - 3/5 追加署名提出 - 3/28 審査通過                                                   | - 署名期間：4/2 - 5/31 - 5/31 未提出により罷免案不成立                                                                         | 歓瑩下台          | —                       | 中国国民党                  |
| 山地原住民 | 山地原住民 | 伍麗華 | - 必要発議数：2,282 - 2/6 提出（旧法を適用） - 2/26 審査不通過、追加署名請求 - 3/5 追加署名提出 - 3/28 審査通過                                                   | - 署名期間：4/2 - 5/31 - 5/31 未提出により罷免案不成立                                                                         | 刪伍成群          | —                       | 中国国民党                  |

### 県市長
| 選挙区 | 対象   | 第一段階（発議）                               | 第二段階（署名）                                                                                                 | 罷免団体                  | 罷免団体                                  | 罷免団体                       |
| 選挙区 | 対象   | 第一段階（発議）                               | 第二段階（署名）                                                                                                 | 名称                      | 結盟                                      | 主導団体                       |
| ------ | ------ | ---------------------------------------------- | --- | ------------------------- | ----------------------------------------- | ------------------------------ |
| 新竹市 | 高虹安 | - 必要発議数：3,508 - 2/3 提出 - 2/26 審査通過 | - 必要署名数：35,076 - 署名期間：3/6 - 5/4 - 署名数：51,318（146%） - 5/4 提出 - 6/20 罷免案成立 - 7/26 投票否決 | 罷免高虹安： 風城安心上路 | 新竹罷風吹 大新竹罷免 + 新竹市 双罷免行動 | 民主補破網 + 反共護台 志工聯盟 |

### 地方議会議員
| 選挙区   | 選挙区                                 | 対象   | 第一段階（発議）                                                                                        | 第二段階（署名） | 罷免団体                                  | 罷免団体              | 罷免団体   |
| 選挙区   | 選挙区                                 | 対象   | 第一段階（発議）                                                                                        | 第二段階（署名） | 名称                                      | 結盟                  | 主導団体   |
| -------- | -------------------------------------- | ------ | --- | --- | ----------------------------------------- | --------------------- | ---------- |
| 台 北 市 | 6区 （大安・文山）                     | 簡舒培 | - 必要発議数：4,305 - 未提出（新法を適用）                                                              | 必要署名数：43,050 | 羅智強                                    | —                     | 中国国民党 |
| 新 北 市 | 9区 （新店・深坑 ・石碇・坪林 ・烏来） | 陳乃瑜 | - 必要発議数：2,871 - 2/19 提出（旧法を適用） - 審査不通過、追加署名請求 - 追加署名提出 - 4/12 審査通過 | - 必要署名数：28,709 - 署名期間：4/23 - 6/21 - 6/21 未提出により罷免案不成立                                                                                                   | 除瑜回収                                  | —                     | 中国国民党 |
| 桃 園 市 | 1区 （桃園）                           | 黄瓊慧 | - 必要発議数：2,117 - 未提出（新法を適用）                                                              | 必要署名数：21,164 | 中国国民党 桃園市党部                     | 中国国民党 桃園市党部 | 中国国民党 |
| 桃 園 市 | 2区 （亀山）                           | 李宗豪 | - 必要発議数：1,328 - 未提出（新法を適用）                                                              | 必要署名数：13,279 | 中国国民党 桃園市党部                     | 中国国民党 桃園市党部 | 中国国民党 |
| 桃 園 市 | 3区 （八徳）                           | 許家睿 | - 必要発議数：1,621 - 未提出（新法を適用）                                                              | 必要署名数：16,209 | 中国国民党 桃園市党部                     | 中国国民党 桃園市党部 | 中国国民党 |
| 桃 園 市 | 7区 （中壢）                           | 黃崇真 | - 必要発議数：3,306 - 未提出（新法を適用）                                                              | 必要署名数：33,052 | 中国国民党 桃園市党部                     | 中国国民党 桃園市党部 | 中国国民党 |
| 桃 園 市 | 8区 （平鎮）                           | 王珮毓 | - 必要発議数：1,768 - 未提出（新法を適用）                                                              | 必要署名数：17,672 | 中国国民党 桃園市党部                     | 中国国民党 桃園市党部 | 中国国民党 |
| 桃 園 市 | 9区 （楊梅）                           | 鄭淑方 | - 必要発議数：1,380 - 未提出（新法を適用）                                                              | 必要署名数：13,796 | 中国国民党 桃園市党部                     | 中国国民党 桃園市党部 | 中国国民党 |
| 基 隆 市 | 2区 （信義）                           | 陳宜   | - 必要発議数：449 - 未提出（新法を適用）                                                                | 必要署名数：4,483 | 中国国民党 基隆市党部 + 基隆公共 事務学会 | 基隆反悪罷 行動総部   | 中国国民党 |
| 基 隆 市 | 3区 （仁愛）                           | 鄭文婷 | - 必要発議数：337 - 2/19 提出（旧法を適用） - 審査不通過、追加署名請求 - 追加署名提出 - 4/14 審査通過   | - 必要署名数：3,363 - 署名期間：4/25 - 6/3 - 6/3 未提出により罷免案不成立 | 中国国民党 基隆市党部 + 基隆公共 事務学会 | 基隆反悪罷 行動総部   | 中国国民党 |
| 基 隆 市 | 4区 （中山）                           | 施偉政 | - 必要発議数：390 - 未提出（新法を適用）                                                                | 必要署名数：3,900 | 中国国民党 基隆市党部 + 基隆公共 事務学会 | 基隆反悪罷 行動総部   | 中国国民党 |
| 基 隆 市 | 5区 （安楽）                           | 張之豪 | - 必要発議数：670 - 2/19 提出（旧法を適用） - 審査不通過、追加署名請求 - 追加署名提出 - 4/14 審査通過   | - 必要署名数：6,695 - 署名期間：4/25 - 6/3 - 6/3 未提出により罷免案不成立 | 中国国民党 基隆市党部 + 基隆公共 事務学会 | 基隆反悪罷 行動総部   | 中国国民党 |
| 苗 栗 県 | 1区 （苗栗・公館 ・頭屋）              | 徐筱菁 | - 必要発議数：1,060 - 2/19 提出（旧法を適用） - 審査不通過、追加署名請求 - 追加署名提出 - 審査通過      | - 必要署名数：10,597 - 署名期間：4/24 - 6/2 - 6/2 未提出により罷免案不成立 | —                                         | —                     | 中国国民党 |
| 苗 栗 県 | 5区 （頭份・南庄 ・三湾）              | 曽玟学 | - 必要発議数：944 - 2/19 提出（旧法を適用） - 審査不通過、追加署名請求 - 追加署名提出 - 審査通過        | - 必要署名数：9,437 - 署名期間：4/24 - 6/2 - 6/2 未提出により罷免案不成立 | —                                         | —                     | 中国国民党 |
| 苗 栗 県 | 6区 （大湖・獅潭 ・卓蘭・泰安）        | 陳春暖 | - 必要発議数：301 - 2/19 提出（旧法を適用） - 審査不通過、追加署名請求 - 追加署名提出 - 審査通過        | - 必要署名数：3,001 - 署名期間：4/24 - 6/2 - 6/2 未提出により罷免案不成立 | —                                         | —                     | 中国国民党 |
| 南 投 県 | 2区 （草屯・中寮）                     | 蔡銘軒 | - 必要発議数：926 - 2/6 提出（旧法を適用） - 2/26 審査通過                                              | - 必要署名数：9,259 - 署名期間：3/6 - 4/14 - 署名数：9,761部（103%） - 4/14 提出 - 5/5 審査不通過、追加署名請求 - 5/16 追加署名提出（2,507部） - 5/23 必要数に達さず罷免不成立 | —                                         | —                     | 中国国民党 |
| 南 投 県 | 4区 （竹山・鹿谷）                     | 陳玉鈴 | - 必要発議数：589 - 2/6 提出（旧法を適用） - 2/26 審査通過                                              | - 必要署名数：5,885 - 署名期間：3/6 - 4/14 - 署名数：8,387部（145%） - 4/14 提出 - 5/14 審査通過 - 7/13 投票否決                                                               | —                                         | —                     | 中国国民党 |

## 各方面の反応

### 民進党

#### 支持する意見
1月6日、行政院政務委員である陳時中は、今回の罷免運動を「台湾の政治における混乱を正すための行動」と位置づけ、2月1日から即刻開始すべきだと述べた。
不分区選出の立法委員である沈伯洋は、3月から始まる第二段階（署名）の後、第三段階（住民投票）までに最大100日間の「冷却期」があるため、市民団体にはより多くの資源が必要となると述べ、党中央に対して講演会の開催など支援の必要性を訴えた。その後、署名の追加署名（補件）を避けるために安全ラインとして130%を目指す必要があると述べ、住民投票との時期的な重複による議題の曖昧化を懸念した。

#### その他の意見
党主席の頼清徳は、党中央常務委員会において、「罷免は民主憲政体制に則った行為であり、市民団体による自主的な行動として尊重する」と表明。また、立法院における自党の劣勢についても理解を示しつつ、憲法上の規定には他の救済手段もあると語った。
民進党立法院党団幹事長の呉思瑶は、「罷免は憲法に保障された国民の権利であり、誰にも主導できず、誰にも阻止することはできない」と述べた。

### 国民党
国民党の広報は声明で「納税者の資金が無意味な政治闘争に浪費される可能性がある」として、民進党に対し対立をやめ理性的な姿勢を取るよう求めた。
立法委員の王鴻薇は、民進党が2024年上半期から罷免運動の準備をしていたと主張し、謝国樑（基隆市長）への罷免運動は「実験台」であり、国民党は民進党に対し全面対決の構えを見せている、と発言した。

### 民衆党
党主席で立法委員の黄国昌は、当初は大罷免に反対し、陳時中の発言を「政治闘争だ」と批判し卓栄泰（行政院長）の更迭を求めた。その後も、頼清徳が罷免運動を止めなければ「報復措置を講じる」と述べた。2月には「掃除緑衛兵」と題したキャンペーンを展開し、10日までに400人超のボランティアを集めた。
党主席補選に出馬した蔡壁如は、自身のFacebookにて「主席に就任した暁には『大和解珈琲2.0』と題した与野党会談を提案し、対立の激化を回避したい」と述べたが、結果的に落選した。
許甫（党副秘書長）と陳智菡（民衆党立法院党団主任）は、呉思瑶の選挙区（台北市第一選挙区）の有権者として、罷免署名に参加している。

### その他の政党
台湾基進・台湾緑党・時代力量・小民参政欧巴桑聯盟の4党は、国民党中央党部前で記者会見を行い、国民党の立法委員に対するリコールに参加することを表明し、「罷免中国国民党立委連署書」に署名した。これに対して国民党の職員は「野党の皆さん、場所を間違えていますよ。ここは総統府ではありません。左にお進みください」と皮肉る看板を掲げた
台湾基進は1月23日に記者会見を開き、党として罷免運動に全面的に参加する方針を明らかにした。
時代力量は声明で「立法院の混乱は誰の目にも明らかである。憲政の回復のため、国民は憲法上の権利を行使すべき」と述べ、林思銘に対する罷免運動の支援を表明した。
台湾団結連盟は、国民党主導の罷免運動を「悪意によるもの」と批判し、「反悪罷」運動に加わると表明した。
司法改革党は、黄捷に対する罷免運動に協力するため、高雄に拠点を設置した。

### 民間

#### 支持する意見
映画監督・作家・歌手など、文化界の複数人物は罷免運動を支持するコメントを出した。これは、国民党所属立法委員の陳玉珍が文化人に対して「そんな乞食の椀は捨ててしまえ」と発言したことに端を発し、文化界の国民党への反発を招いたことが背景にある。
映画監督の陳世杰と楊力州は、罷免に関するドキュメンタリーを制作し、3月から4月にかけて「Taiwan Action影片計画」の名で、広告や映像作品を通じて罷免運動への参加を呼びかけた。
2月7日、自由時報の社説は、中華人民共和国の国営メディアが廈門の台湾人実業家による罷免反対の意見を転載したことについて、これは中国共産党による台湾政治への介入だと論じた。
呉明益・顔択雅、楊双子・ギデンズ・コーなど作家201人が連名で、不適格な立法委員による台湾文学の破壊に抗議し、罷免を支持する声明を発表した。楊双子は、第二段階に進行した際に再び呼びかけを行い、最終的には1,000人を超える作家が参加し、台湾文学界における記録的な出来事と評された。
歌手であり、ドラマ『什麼都沒有雜貨店』に出演した朱約信は、3月に新北市で反共音楽会を開催したまた、大港開唱や台湾祭といった音楽イベントにおいても、複数のアーティストが公演中に、台湾を守ることや罷免署名への参加を呼びかけた。
3月2日、元気象キャスターの李富城が吳思瑤の罷免を支持し、署名活動のブースに登場した。
4月27日、中国大陸の活動家である袁紅冰は、台湾での大罷免を「中共の統一工作に対抗するための、台湾市民による偉大な民主運動」と評し、少なくとも20人以上の立法委員が第三段階に進み、最終的に15人前後が罷免される可能性があると述べた。袁紅冰によれば、中国共産党福建省台湾事務弁公室が作成した内部文書には「反共護台を旗印とする勢力が立法委員に当選すれば、台湾統一戦略のペースが乱される」として、民進党と市民団体の分断を図り、運動の主導者らの人格を中傷する情報戦を、第三段階開始後に強化することが指示されているという。

## 影響
1月7日、聯合報は「もし藍緑双方が全面的に罷免運動を展開した場合、区域選出立法委員の全て（73人）」を罷免するには、11億元以上の費用が掛かる可能性がある」と報じた。

### 倒閣案
2025年3月上旬、メディアは「国民党主席の朱立倫は、罷免対象とされた国民党立法委員が全て第三段階に進んだ場合、民衆党主席の黄国昌と共に『立法院の全面改選』のため倒閣（行政院不信任決議）を模索する可能性があると報じた。しかし国民党側はこれを否認し、倒閣に関する議論は一切行っていないと主張した。
4月17日、国民党所属で台北市長の蔣万安は、台湾台北地方検察署前で開かれた集会に個人の立場で参加し、「立法院は倒閣を推進すべきであり、総統の頼清徳がそのためにもし立法院を解散した場合、改選によって頼清徳に対する不信任投票を行うべきだ」と発言した。
黄国昌は朱立倫と会談後、倒閣に反対の姿勢を示し、朱立倫は「倒閣は一つの方向性ではあるが、最も重要なのは頼清徳政権を倒すことだ」と述べた。

## 批判

### 国民党・民衆党に対する論争

#### 偽造署名
国民党が主導して開始した民進党の立法委員への署名では、「幽霊署名」「死者署名」と呼ばれる偽造署名が大量に発見された。
「該当選挙区でない有権者の署名」「既に死亡している有権者の署名」「署名していないはずの有権者の署名」などの不適合な署名の数は、民進党が支援する国民党への37の罷免案では約200件であったが、国民党が支援する民進党への22の罷免案では約1,800件に達した。
国民党主導の罷免案に見つかったこれらの不適合な署名の割合は、民進党主導の罷免案の約15倍にも達し、明らかに不自然な量であるため、国民党が過去に入手した有権者リストを不正に使用した可能性が指摘され、大きな問題へと発展し連日メディアが報道する事態となった。
これを受け中央選挙委員会は、国民党主導の罷免案に関する不正行為の疑惑を「文書偽造罪」「個人情報無断使用罪」などの複数の刑法に違反する可能性があるとして検察庁に報告した。その後、多くの罷免案で国民党による偽造を認めた関係者も出現した。
国民党主席の朱立倫は、「中央選挙委員会は政府の統制下におかれており、国民党支部の捜索は野党の弾圧である」と主張したが、罷免案の署名の提出先はそれぞれの県・市の選挙委員会であり、基隆市選挙委員会や台北市選挙委員会などの委員長は現在国民党管轄であるため、その主張は適応されないと指摘された。

#### 基隆市
4月29日、基隆市の民進党の鄭文婷、張之豪の罷免を求める署名に偽造の疑いがあるため、基隆市国民党支部は検察の捜索を受けた。罷免案の代表である張金発、游正義、そして基隆市政府民政局長の張淵翔らを召喚した。
30日、張淵翔はインタビューに対し、個人情報保護法に違反して文書を偽造し、 WeChatグループの戸籍システムを利用して個人情報を照会し、不正にリコールに協力したことを認めた。基隆市戸籍事務所の職員との関連も示唆されたため、張金発と游正義は面会拒否で勾留された。 
5月6日、基隆地検の検察官は新たな証拠に基づき張淵翔の勾留を求め、地裁は面会拒否で勾留するよう命じた。 5月21日、游正義の勾留と面会拒否が認められた。

#### 台北市
呉沛憶の罷免案の代表である李孝亮の母親は、国民党上層部が代表として偽造署名を提出するよう求め、すべての法的責任を李孝亮のに負わせたと非難した。同党の鍾小平は、国民党青年工協会が呉沛憶罷免運動を模倣するために署名簿を提供したと非難したが、青年工協会はそのような事実はないと主張した。
民衆党が開始したキャンペーンで、呉思瑶の罷免を求める署名活動の生中継中に、何者かが代理署名を行っているところが映り込んだ。民衆党の代表の楊曄の制止も聞き入れなかったため、東呉大学法学部の張嘉尹特別教授は、文書偽造の問題があると述べた。その後、キャンペーンの広報担当者は、該当署名は削除され、今後は署名活動へは直接参加するよう促した。

#### 新北市
蘇巧慧、李坤城、張宏陸の署名に、数百人の死者の名前も含まれていることが発覚した。 
4月15日、新北市検察庁は署名偽造に関与したとして20人以上を捜査した。翌日、国民党板橋区支部主任、蘇巧慧の罷免案の代表ら6人が拘束され、面会を拒否された 。

#### 宜蘭県
陳俊宇の罷免案でも、死亡と偽造署名が問題となり、検察は4月24日に国民党宜蘭県支部を捜索した。党幹部と元書記長は文書偽造を認め、その後勾留された。  5月21日、検察は再び党本部を捜索し、林明昌主席を含む数名から事情聴取を行った。林明昌はその後、80万台湾ドルの保釈金で釈放された。 

#### 屏東県
山地原住民選挙区選出の立法委員である伍麗華の罷免案には、既に死亡している有権者の署名だけでなく、有権者でない非原住民の署名も大量に含まれていた。伍麗華は、罷免案を主導する国民党の盧県一を文書偽造で告発した。検察は国民党屏東県支部を捜索し、罷免案の代表である張芳碩を勾留した。

#### ナチス式敬礼
2025年4月15日、李坤城の罷免案の代表である国民党の宋建樑は、偽造署名の疑いで捜査を受けた。宋建樑が尋問のため新北地検に移送された際、腕にナチスのシンボルをつけ、ヒトラーの著書『我が闘争』を携え、報道陣の前でナチス式敬礼を行った。国民党の立法委員である葉元之、廖先翔、羅明才、林徳福は現場で「正義の青年よ、進め！」のスローガンを掲げた。国民党の立法委員4人がナチスを想起させる行動をとったことは大きな衝撃を引き起こし、外交問題へと発展した。在台湾ドイツ代表処、在台湾イスラエル代表処、頼清徳総統、外交部、 台湾民衆党など、多くの機関などがこれを非難した。 4月16日、国民党はナチズム、ファシズム、あらゆる形態の全体主義と人権迫害に断固反対すると釈明した。一方で、党主席の朱立倫は宋建樑の行動は民進党の残忍な独裁政権への風刺だと解釈した。宋建樑は16日のインタビューで、国民党から処罰されることを心配していないと述べた。外交問題にまで発展したほどの問題行動を起こした党所属の人物を処罰せず、党主席までこれに加担した行為は、大きな批判を浴びた。

#### 国民党が北部地方検察庁を包囲
国民党台北市委員会が請願書偽造の疑いで台北地検の捜索を受けたため、国民党主席の朱立倫は4月17日と18日、台北地検前に抗議集会を開くよう党幹部に呼びかけた。 台北市長である蔣万安も集会に出席した。 民主進歩党は、政治権力を使って司法機関を攻撃しようとする試みだと批判した。 

### 民進党に対する論争

#### 代表
2月、国民党立法委員の葉元之の罷免案の代表である歯科医の史書華が不倫や権利侵害で告発された 。

#### 大学
3月、元智大学の学生がキャンパス内に署名ブースを設置していたことが発見され、基本教育法第6条に違反する可能性があるため撤去を要求した。教育部部長の鄭英耀は、キャンパス内に署名ブースを設置することは学生の言論の自由の一部であり、尊重されるべきだと述べた。

#### 署名形式
4月、傅崐萁の罷免団体は、署名形式に多くのずれがあることを発見した。罷免案の代表は謝罪し、花蓮県民に再度署名を呼びかけた。新党の台北市議会議員の侯漢廷は、文書偽造、選挙罷免法違反、個人情報保護法違反の疑いで花蓮地方検察庁に告発した。